# برگ ۴۵۲۸
سیارک ۴۵۲۸ (به انگلیسی: 4528 Berg، نامگذاری:1983PP) چهار هزار و پانصد و بیست و هشتمین سیارک کشف شده‌است که در ۱۳ اوت ۱۹۸۳ کشف شد.
قدر مطلق سیارک برابر ۱۲٫۳۰ است.